# Landsfodboldturneringen 1922-23
Landsfodboldturneringen 1922-23 var den tiende sæson om Danmarksmesterskabet i fodbold for herrer organiseret af DBU. Turneringen blev vundet af BK Frem. Det var Frems første danske mesterskab.

## Baggrund
I finalen i Landsfodboldturneringen mødtes vinderen af den københavnske Mesterskabsrækken under Københavns Boldspil Union (KBU) og vinderen af Provinsmesterskabsturneringen.

## Provinsmesterskabsturneringen

### 1. runde
| 6. maj 1923 |

| FIF Hillerød | 1 - 0 | Viking Rønne |
| ------------ | ----- | ------------ |
|              |       |              |

| Hillerød |

| 13. maj 1923 |

| FIF Hillerød | 3 - 1 | B 1901 |
| ------------ | ----- | ------ |
|              |       |        |

| Hillerød |

| 13. maj 1923 13.30 |

| B 1913                              | 3 - 3 (e.f.s.)  | AGF                                       |
| ----------------------------------- | --------------- | ----------------------------------------- |
| Henry Ludvigsen 1. halvl.' 92' 120' | Ord.: 1-1 (1-0) | Jens Skou 71' 102' · P. K. Gundlev 101' · |

| OB's bane, Odense Tilskuere: 2.000 |

AGF videre efter lodtrækning.

### Finale
| 27. maj 1923 16.30 |

| AGF                                                             | 3 - 0 (e.f.s.) | FIF Hillerød |
| --------------------------------------------------------------- | -------------- | ------------ |
| Sigurd Petersen 91' · Charles Ansbjerg 95' · Evald Petersen 97' | Ord.: 0 - 0    |              |

| Aarhus Idrætspark, Aarhus Tilskuere: 3.000 |

## Mesterskabsrækken (København)
| Pos | Hold   | K | V | U | T | M+ | M- | MR    | P  | Kvalifikation            |
| --- | ------ | - | - | - | - | -- | -- | ----- | -- | ------------------------ |
| 1   | Frem   | 8 | 5 | 2 | 1 | 23 | 11 | 2,091 | 12 | Kvalificeret til finalen |
| 2   | B 93   | 8 | 5 | 0 | 3 | 19 | 18 | 1,056 | 10 |                          |
| 3   | KB (M) | 8 | 4 | 2 | 2 | 14 | 11 | 1,273 | 10 |                          |
| 4   | B 1903 | 8 | 2 | 3 | 3 | 22 | 17 | 1,294 | 7  |                          |
| 5   | AB     | 8 | 0 | 1 | 7 | 9  | 30 | 0,300 | 1  |                          |

## Finale
| 3. juni 1923 10.30 |

| AGF                 | 1 - 2   | Frem                                                           |
| ------------------- | ------- | -------------------------------------------------------------- |
| Charles Ansberg 35' | (0 - 1) | Johannes Johannesen 60' · Otto Larsen 80' · Knud Kastrup 87' · |

| Aarhus Idrætspark, Aarhus Tilskuere: 3.500 Dommer: Christian Henriksen |